# Shelpek
Shelpek (turcman: çelpek; kazakh: шелпек, shelpek; kirguís: май токоч, челпек; uzbek: чалпак; uigur: чалпак, chalpyak) és un pa pla tradicional de l'Àsia Central que es consumeix generalment en tota la regió. Els ingredients principals del shelpek són farina, llet, sucre, mantega, crema agra com ara kaymak, bicarbonat de sodi, sal i oli vegetal.
La massa es forma fent boles i es fregeix en oli vegetal calent fins que adquireix un to daurat. El shelpek també es pot preparar amb llevat de forner, i així la massa es manté blana més temps. La recepta per a preparar la massa en aquest cas és similar a l'emprada per al baursak.